# II. Mohammed hvárezmi sah
Alá ad-Dín Mohamed (علاءالدين محمد ʿ, Alā al-Dīn Muḥammad), (1169 – 1220 decembere) 1200 és 1220 között a Hvárezmi Birodalom uralkodója (sah) volt. Apja egy türk származású rabszolga volt, aki élete során Hvarezm tartomány alkirálya lett. Miután apja meghalt, Mohamed örökölte édesapja birtokait és elkezdte kiterjeszteni azokat. 1205-re meghódította Perzsiát a szeldzsuk törököktől, majd 1212-ben legyőzte a kutlukokat, Kara-Kitáj uralkodóját és lényegében minden területet az uralma alá hajtott a Szir-darja folyótól délre a Perzsa-öbölig.
Ekkor saját magát sahnak nevezte ki és azt követelte An-Nászír kalifától, hogy ismerje el címét. Amikor a kalifa ezt megtagadta, Mohamed egyik nemesét kiáltotta ki kalifának és seregével Bagdad felé indult, hogy An-Nászírt eltávolítsa. A Zagrosz hegységen való átkelés során azonban a sereg hóviharba került, több ezer harcos fagyott halálra és a túlélők visszafordultak.
1218-ban Mohamedet felkeresték Dzsingisz kán követei, akik szövetséget és kereskedelmi kapcsolatokat ajánlottak. A sah gyanakodva fogadta a mongol uralkodó ajánlatát, különösen, miután saját követei a mongolok barbárságáról szóló, feltehetően erősen eltúlzott jelentést küldtek haza Dzsingisz udvarából (aki akkor a kínai Csin-dinasztiával hadakozott. 1219-ben az egyik határmenti városban feltartóztattak egy mongol karavánt, mire Dzsingisz három követet küldött Mohamed udvarába, a kereskedők szabadon bocsátását követelve. Mohamed egyiküket lefejeztette, a másik kettőt megborotváltatta és úgy küldte őket vissza, míg a kereskedőket kivégeztette.
Dzsingisz kán ezért 1219. végén seregével hadjáratot indított Hvárezm meghódítására és sorra foglalta el a birodalom nagyvárosait: Buhara, Szamarkand, Kunya-Urgencs (Mohamed székhelye).
Mohamed, aki egy csatában megsérült, leghűségesebb követőivel és fiával, Dzsalál ad-Dínnel a Kaszpi-tenger egyik szigetére menekült Abaskun kikötőjétől nem messze. Itt halt meg 1220 decemberében, feltehetően mellhártyagyulladás következtében.
Utóda fia, Dzsalál ad-Dín lett, aki folytatta a harcot a mongolok ellen Khoraszán tartományban, de 1222-ben az Indus folyó menti csata során vereséget szenvedett, és menekülni kényszerült.